# Страцимир Завидовић
Страцимир Завидовић, владао областима око Западне Мораве (1163–(1166) 1168, 1169–?), живео (? — после 25. новембра 1189.
Био је син рашког властелина Завиде. Оснивач је града-утврђења Градца на месту данашњег Чачка где је столовао. Ктитор је Богородичиног манастира – Моравски градац. Имао је три брата: Тихомира, Мирослава и Стефана Немању.

## Породица и младост
О Страцимировом раном животу нема података. Истраживања о пореклу Страцимира су бројна, будући да је он био рођени брат оснивача династије Немањића. Он је био други син Завиде. Идентитет његове мајке није познат. Имао је тројицу браће: Тихомира, Мирослава и Стефана Немању. Година рођења Страцимира није позната. Међутим, из Житија Светог Симеона од Светог Саве сазнајемо да је Стефан Немања био рођен 1113. године. Тихомир је, дакле, морао бити рођен барем неколико година раније, будући да је био старији и од Мирослава. Разлике у годинама међу браћом данас нису познате, а не постоје ни ликовне представе Страцимира, које би донекле помогле у процени. Јованка Калић је сматрала да је Страцимир рођен пре 1110. године. Завида је био сродник владајуће рашке династије Вукановића. Отац му се у немирним временима друге деценије 12. века у Рашкој, изазваних борбама око престола, склонио у Дукљу. Завида се са Немањом касније вратио у Рашку. Са њима су дошли и Тихомир, Страцимир и Мирослав. Тибор Живковић је овај догађај хронолошки сместио у тридесете године 12. века, мада данас постоје и другачија мишљења.

## Успон
Породица Завиде вратила се у Србију око 1143. године. Старији летописац бележи да је Стефан Немања по други пут крштен у Рашкој када је имао тридесет година. Свакако се тада, ако не и раније, и Страцимир обрео у Рашкој. Редослед великих жупана Рашке у 12. веку данас је познат. Петорица владара засигурно су припадала династији Вукановића: Вукан, Урош I, Урош II, Белош и Деса. За Завиду се данас сматра да потиче од исте династије, али се не зна у ком сродству је био са владарима рашке породице. Година у којој је Страцимир стекао поседе није позната. У утврђивању хронологије донекле може помоћи хронолошки подаци из житија Стефана Немање. Срђан Пириватрић је сматрао да је Стефан Немања своје поседе добио између 1158/9. и 1167. године. У овом периоду, или нешто раније, треба тражити и годину Страцимировог успона. Потврду овакве претпоставке налазимо и у стицању положаја његовог млађег брата Мирослава. Изворима је добро поткрепљена претпоставка да је Мирослав дошао на власт у Хуму почетком 1160-тих година. Миодраг Марковић је детаљно образложио датирање његовог ктиторског натписа у цркви Светог Петра на Лиму у 1161/1162. годину.. Управо је то било време када су се Завидини синови уздигли на политичкој сцени Рашке.

## Грађански рат
Немањин сукоб са браћом довољно је познат историјској науци. Оснивач династије Немањића је као удеони кнез владао жупама Топлица, Ибар, Расина и Реке. Уколико се хронолошки подаци Светог Саве узму као исправни, он је овим земљама управљао током периода владавина жупана Уроша II, Десе и Тихомира. У периоду између 1158. и 1165. године дошло је до сусрета Немање и византијског цара Манојла I Комнина. Византијски цар доделио је Немањи на управу област Дубочицу (данашњи Лесковац) и одликовао га "царским сном". Био је то начин византијског цара да унесе раздор међу браћом, подржавши онога ко је у том тренутку имао најмање легитимитета да понесе великожупанску титулу. Срђан Пириватрић смешта почетак краткотрајне владавине кнеза Тихомира као великог жупана у 1165. годину. Историјско дело Јована Кинама доноси информацију да је у саставу византијске војске која је 1166. године кренула на Мађаре, под вођством Андроника Контостефана, учествовао и одред великог жупана Рашке.
Повод за Немањин сукоб са браћом је, како је добро познато, градња манастира Светог Николе у Куршумлији и Пресвете Богородице на ушћу Косанице у Топлицу. Био је то израз којим је Немања показао своје претензије над великожупанском титулом. Тиме је он отворено оспорио власт свога брата Тихомира. Мирослав Хумски је присуствовао састанку на коме је Немања ухваћен и затворен у пећини крај Раса. Заробљеништво није трајало дуго, будући да се помоћу присталица Немања успео ослободити и покренути грађански рат против браће. Страцимир је, заједно са Мирославом и Тихомиром, побегао у Византију. Тамо су браћа добила помоћ цара Манојла, коју је предводио грчки војсковођа Теодор Падијат. Година одсудне битке код Пантина различито је навођена. Јованка Калић сматрала је да је до ње дошло 1168. године. Тихомир је погинуо удавивши се у Ситници, док су се Мирослав и Страцимир повукли са бојног поља. Стефан Немања се измирио са браћом и оставио их на власти као удеоне владаре.

## Страцимирова област
Јованка Калић оспорава да се области којима су владали Страцимир и Мирослав могу назвати удеоним кнежевинама. Она на првом месту истиче да Страцимира нису наследили његови синови, уколико их је уопште и имао, што је била једна од карактеристика удеоних кнежевина. Уколико су иза Страцимира остали синови, они су се утопили у редове властеле. Са друге стране, Страцимир није имао ни област чије су границе биле јасно одређене. Стога се Страцимирова и Мирослављева област пре треба сматрати делом отачаства њиховог оца, него удеоном кнежевином.
Област кнеза Страцимира простирала се у долини Западне Мораве, на крајњем северу Немањине државе. Сматра се да северна граница није додиривала реку Саву, већ да се заустављала на планинском ланцу Рудник-Сувобор-Маљен-Повлен. Мађари су после 1190. године често нападали овај простор. Да ли је у борбама учествовао и Страцимир, није познато. На овим просторима Страцимир је подигао манастир Богородице Градачке, у својој престоници, Моравском Градцу (данашњи Чачак).

## Рат против Дубровника
Страцимир и Мирослав предводили су два српска напада на Дубровачку републику, током 1184. и 1185. године. Податке о овим борбама сачували су дубровачки архиви. Био је то први покушај српске државе да заузме богати трговачки град. Мирослав Завидовић је прикупио копнену војску, али Немањина браћа нису располагала довољним бројем бродова. Дубровачка таласократија спасла је град освајања. До поморске битке Дубровчана и Мирослављеве флоте дошло је код села Пољица, прекопута острва Колочепа, 18. августа 1184. године. Она је завршена потпуним поразом кнеза Мирослава. На исти начин је убрзо завршила и флота кнеза Страцимира, при нападу на Корчулу. Корчула је по традицији припадала хумском кнезу Мирославу. Мавро Орбин пише да је напад уследио пошто становници острва нису поштовали Мирослављева права. Дубровчани су помогли Корчулане да спале српске бродове, што је онемогућило освајање острва. Потом су поведени преговори. Рат је обновљен 1185. године. Мирослав је предводио копнени напад на Дубровник. Дубровачки извори бележе да је Мирослав водио десетине хиљада војника, што не може одговарати истини. Иако је Мирослав спалио околину града, градске бедеме није имао шансе пробити. После недељу дана опсаде, 7. јула 1185. године, Мирослав је напустио околину Дубровника. Мировни споразум између Стефана Немање и Дубровчана закључен је следеће године. На сличан начин доживеће неуспех и напад краља Уроша на Дубровник у 13. веку.

## Дочек Фридриха Барбаросе
Страцимир Завидовић се поново среће у историјским изворима приликом састанка светоримског цара Фридриха I Хоенштауфена са Стефаном Немањом у Нишу. Реч је о науци добро познатом догађају, који се десио приликом проласка војске немачког цара која се кретала ка Светој земљи. Пад Јерусалима 1187. године у руке ајубидског владара Саладина, након уништења јерусалимске војске у бици код Хитина, довела је до избијања Трећег крсташког рата. У њему су узели учешћа најмоћнији монарси тадашње Европе, попут Ричарда I Плантагенета, Филипа II Августа и Фридриха Барбаросе. Крсташка армија немачког цара била је најбројнија и кретала се тзв. балканском рутом, којом су прошли и учесници Првог крсташког рата. Анали Келна бележе да је 25. децембра 1188. године у Нирнберг дошло посланство рашког великог жупана, који су цару пренели жеље свог господара да угости домаћина у граду који жели учинити престоницом свога краљевства. Преко Угарске, крсташка војска доспела је на територију данашње Србије и, преко Београда и Браничева, пристигла у Ниш. До састанка је дошло 27. јула 1189. године. Фридриха су дочекали Стефан Немања и Страцимир. Након размене поклона, Немања је Фридриху понудио војну сарадњу против византијског цара Исака II Анђела. Ансберт помиње да су Немања и Страцимир, заједно са њиховим трећим братом Мирославом (tertio fratre suo Mercilao) заузели "мачем и стрелама" град Ниш и узели Византинцима сву земљу до Сердике (Софије). Цар је учтиво одбио Немањину понуду, не желећи да се беспотребно сукобљава са хришћанима.
Потом су Страцимир и Немања изашли са другом понудом. Она је предвиђала брак између ћерке Бертолда, маркгрофа Истре и "војводе Далмације, такођезване Хрватска или Меранија" и сина њиховог брата Мирослава, кнеза Захумља и Рашке (comitis et principis Chelmenie etCrazzie), односно области које су се граничиле са Бертолдовим. Бертолд од Андрекса се заклео да ће се његова ћерка на дан Светог Ђорђа (24. април 1190) удати на Истри за Мирослављевог сина "Тохуа" (iuveni Тohu). Заузврат, Тоху је имао наследити свог оца у Хуму, са чим су се Немања и Страцимир сложили. Бертолд од Андекса припадао је породици Вителсбах, једној од најмоћнијих у царству. Његове области налазиле су се у суседству Немањиних. У томе је лежао и значај овог брака. Константин Јиречек је идентификовао такозваног сина Тохуа са Мирослављевим сином Тољеном. Мајка му је била сестра босанског бана Кулина.

## Смрт
Тачна година рођења смрти Страцимира Завидовића није позната. Последњи пут се помиње као жив у писму папе Климента III којим препоручује новог дубровачког надбискупа. Писмо је од 25. новембра 1189. године, што значи да је Страцимир умро после тог датума. Нису познати евентуални потомци кнеза Страцимира, уколико их је имао. Његове области укључене су у састав Немањине државе, док су његови евентуални синови утопљени у редове локалне властеле.